# Arbeiter- und Soldatenrat Eppingen
Der Arbeiter- und Soldatenrat Eppingen wurde am Abend des 27. Novembers 1918 in Eppingen (Baden) gegründet.

## Vorstand
Folgende Personen wurden in den Vorstand gewählt:
- Johannes Andreas, Maurer
- Karl Doll, Bahnarbeiter
- Josef Gern, Steinhauer
- Emil Ziegler, Kaufmann
- Heinrich Zimmermann, Zimmermann

Bei den Gemeinderats- bzw. Gemeindeverordnetenwahlen im Juni 1919 kandidierten Heinrich Zimmermann auf der Liste der Freien Bürgervereinigung und Josef Gern für das Zentrum. Im Unterschied zu anderen Arbeiter- und Soldatenräten gehörten die örtlichen Vorstände der SPD nicht dem Rat an.

## Forderungen
Bei der Gründungsversammlung wurden folgende Forderungen an die Stadtverwaltung Eppingen aufgestellt:
- Beteiligung an der Ausübung der Polizeigewalt
- Aushändigung von Waffen für die beabsichtigte Aufstellung einer Volkswehr
- Einblick in alle Erlasse und Verfügungen der Gemeindeverwaltung und Recht auf Gegenzeichnung durch den Arbeiter- und Soldatenrat in wichtigen Angelegenheiten
- Kontrolle der Lebensmittelverteilung
- Forderung von 200 Mark zur Deckung der Ausgaben des Arbeiter- und Soldatenrates

Den Punkten eins bis drei wurde nur teilweise und den Punkten vier und fünf ganz von der Gemeindeverwaltung entsprochen. Der Arbeiter- und Soldatenrat Eppingen bildete für einige Tage nur, Anfang Dezember 1918, eine Sicherheitspolizei, die für Ruhe und Ordnung in der Stadt sorgen sollte.
Wann sich der Eppinger Arbeiter- und Soldatenrat auflöste, ist nicht bekannt; spätestens jedoch nach den Wahlen im Januar 1919. Am 5. Januar 1919 fand die Wahl zum verfassunggebenden Landtag der Republik Baden und am 19. Januar die Wahl zur Deutschen Nationalversammlung statt. In Eppingen gingen die SPD, das Zentrum und die Deutsche Demokratische Partei (DDP) als stärkste Parteien aus diesen Wahlen hervor.